# Bouddhisme et philosophie occidentale
 (août 2023).
Le contenu est difficilement compréhensible vu les erreurs de traduction, qui sont peut-être dues à l'utilisation d'un logiciel de traduction automatique.
Cet article traite des rapports entre bouddhisme et philosophie occidentale. En effet, la pensée bouddhiste et la philosophie occidentale présentent plusieurs parallèles. Avant le XXe siècle, quelques penseurs européens tels que Arthur Schopenhauer et Friedrich Nietzsche s'étaient intéressés à la pensée bouddhiste. De même, dans les pays asiatiques à population bouddhiste, on a également tenté d'apporter les idées de la pensée occidentale à la philosophie bouddhiste, comme on peut le voir dans la montée du bouddhisme moderne. 
Après la propagation du bouddhisme après la guerre à l'Ouest, certains chercheurs ont manifesté un intérêt considérable pour une approche comparative et interculturelle entre la philosophie orientale et occidentale. Une grande partie de ce travail est maintenant publiée dans des revues universitaires telles que Philosophy East and West. 

## Philosophie hellénistique
Selon Edward Conze, le scepticisme grec (en particulier celui de Pyrrhon) peut être comparé à la philosophie bouddhiste, en particulier à l'école indienne Madhyamika. Le but des sceptiques pyrrhoniens de l'ataraxie (l'état de tranquillité) est un objectif sotériologique similaire au nirvana. Pyrrhon a enseigné que les choses sont adiaphora (indifférenciées par la différenciation logique), astathmēta (instable, déséquilibré, non mesurable) et anepikrita (non jugé, non fixé, indécidable). Cela est étonnamment similaire aux trois marques d'existence bouddhistes. Les Pyrrhonistes ont promu la suspension du jugement (epoché) sur le dogme (croyances sur des questions non évidentes) comme moyen d'atteindre l'ataraxie. Ce concept est similaire au refus du Bouddha de répondre à certaines questions métaphysiques qu'il considère comme non-conducteur sur la voie de la pratique bouddhiste et de celui de Nagarjuna et de « toutes les vues de l'abandon (drsti) ». Adrian Kuzminski plaide pour une influence directe entre ces deux systèmes de pensée. Dans Pyrrhonism : Comment les Grecs anciens ont réinventé le bouddhisme, Kuzminski écrit: « son origine peut vraisemblablement être attribuée aux contacts entre Pyrrho et les sages qu'il a rencontrés en Inde, où il a voyagé avec Alexandre le Grand». Selon Kuzminski, les deux philosophies plaident contre l'assentiment à toute affirmation dogmatique sur une réalité métaphysique ultime derrière nos impressions sensorielles comme tactique pour atteindre la tranquillité et utilisent également des arguments logiques contre d'autres philosophies afin d'exposer leurs contradictions. 

## Hume et le non-soi
Dans son Traité de la nature humaine, le philosophe écossais David Hume écrit: 
 « Lorsque j'entre le plus intimement dans ce que j'appelle moi-même, je tombe toujours sur une perception particulière ou autre, de la chaleur ou du froid, de la lumière ou de l'ombre, de l'amour ou de la haine, de la douleur ou du plaisir. Je ne m'attrape jamais à aucun moment sans perception, et je ne peux rien observer d'autre que la perception». 
 Selon Hume, il n'y a rien de toujours stable que nous puissions identifier comme le soi, seulement un flux d'expériences différentes. Notre opinion selon laquelle quelque chose de substantiel lie toutes ces expériences est pour Hume simplement imaginaire. Le soi est une fiction collée sur l'ensemble du flux d'expériences. 
 La douleur et le plaisir, le chagrin et la joie, les passions et les sensations se succèdent et n'existent jamais tous en même temps. Ce ne peut donc être de l'une de ces impressions, ni d'aucune autre, que l'idée de soi soit dérivée; et par conséquent, une telle idée n'existe pas. . . Je peux oser affirmer du reste de l'humanité, qu'ils ne sont rien d'autre qu'un faisceau ou un ensemble de perceptions différentes, qui se succèdent avec une rapidité inconcevable, et sont dans un flux et un mouvement perpétuels. 
 Cette « théorie des faisceaux » de l'identité personnelle est très similaire à la notion bouddhiste de non-soi, selon laquelle le moi unitaire est une fiction et que rien n'existe sauf une collection de cinq agrégats,. De même, Hume et la philosophie bouddhiste soutiennent qu'il est parfaitement acceptable de parler d'identité personnelle d'une manière banale et conventionnelle, tout en croyant qu'il n'y a finalement pas de telles choses. Le savant de Hume, Alison Gopnik, a même soutenu que Hume aurait pu avoir des contacts avec la philosophie bouddhiste pendant son séjour en France (qui a coïncidé avec son écriture du Traité de la nature humaine ) par le biais des missionnaires jésuites du Collège royal de La Flèche. 

Le philosophe britannique Derek Parfit a plaidé pour une théorie réductionniste et déflationniste de l'identité personnelle dans son livre Reasons and Persons. Selon Parfit, en dehors d'un flux d'événements mentaux et physiques liés de manière causale, il n'y a pas « d'entités existant séparément, distinctes de notre cerveau et de notre corps ». Parfit conclut que « Bouddha aurait accepté». Parfit soutient également que ce point de vue est libérateur et conduit à une empathie accrue. 
 La vérité est-elle déprimante? Certains le trouveront peut-être. Mais je trouve cela libérateur et consolant. Quand j'ai cru que mon existence était un fait supplémentaire, il m'a semblé que j'étais emprisonné en moi. Ma vie ressemblait à un tunnel de verre, à travers lequel je me déplaçais plus vite chaque année, et au bout duquel il y avait de l'obscurité. Quand j'ai changé de point de vue, les murs de mon tunnel de verre ont disparu. Je vis maintenant en plein air. Il y a toujours une différence entre ma vie et celle des autres. Mais la différence est moindre. D'autres personnes sont plus proches. Je suis moins préoccupé par le reste de ma propre vie et plus préoccupé par la vie des autres. 
 Selon Larissa MacFarquhar du New Yorker, des passages de Raisons et personnes ont été étudiés et chantés dans un monastère bouddhiste tibétain. 
Parmi les autres philosophes occidentaux qui ont attaqué la vision d'un moi fixe, citons Daniel Dennett (dans son article « Le moi comme centre de gravité narrative ») et Thomas Metzinger (« Le tunnel de l'ego »).

## Idéalisme
L'idéalisme est le groupe de philosophies qui affirment que la réalité, ou la réalité telle que nous pouvons la connaître, est fondamentalement mentale, mentalement construite ou autrement immatérielle. Certaines vues philosophiques bouddhistes ont été interprétées comme ayant des tendances idéalistes, principalement la philosophie cittamatra (esprit seulement) du bouddhisme Yogacara comme indiqué dans les travaux de Vasubandhu et Xuanzang. L'idéalisme métaphysique a été la position orthodoxe de l'école chinoise de Yogacara ou Fǎxiàng-zōng. Selon le philosophe bouddhiste Vasubhandu « La transformation de la conscience est imagination. Ce qui est imaginé par lui n'existe pas. Par conséquent, tout n'est que représentation. » Cela a été comparé aux philosophies idéalistes de l'évêque Berkeley et d'Emmanuel Kant. Les catégories de Kant ont également été comparées au concept Yogacara de vasanas karmiques (parfums) qui conditionnent notre réalité mentale.  

### Bouddhisme et idéalisme allemand

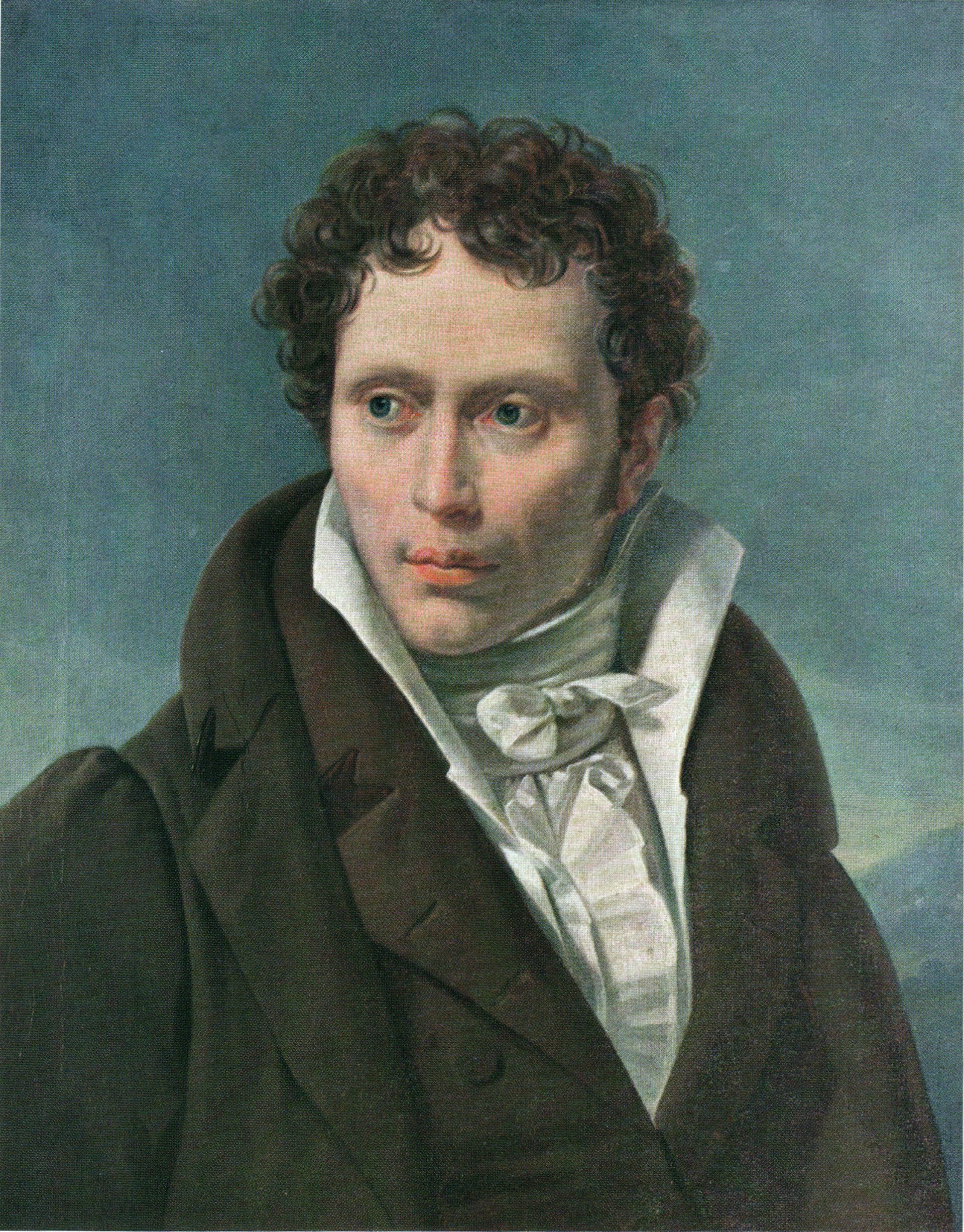
Schopenhauer en 1815.

L'idéalisme transcendantal d'Emmanuel Kant a également été comparé à l'approche philosophique indienne de l'école de Madhyamaka par des universitaires tels que TRV Murti. Les deux postulent que le monde de l'expérience est en un sens une simple fabrication de nos sens et de nos facultés mentales. Pour Kant et les Madhyamikas, nous n'avons pas accès aux « choses en elles-mêmes » car elles sont toujours filtrées par le « cadre interprétatif » de notre esprit. Ainsi, les deux visions du monde postulent qu'il existe une réalité ultime et que la Raison est incapable de l'atteindre. Des bouddhologues comme Edward Conze ont également constaté des similitudes entre les antinomies de Kant et les questions sans réponse du Bouddha en ce sens qu'ils se préoccupent tous les deux de savoir si le monde est fini ou infini, etc., et qu'ils sont tous les deux laissés indécis. 
Arthur Schopenhauer a été influencé par les textes religieux indiens et a affirmé plus tard que le bouddhisme était la « meilleure de toutes les religions possibles. » L'opinion de Schopenhauer selon laquelle « la souffrance est l'objet direct et immédiat de la vie » et que cela est motivé par une « volonté et un effort incessants » est similaire aux quatre nobles vérités du Bouddha. Schopenhauer a promu la vie sainte ascétique des sramanas indiens comme un moyen de renoncer à la volonté. Son point de vue selon lequel une seule essence du monde (la Volonté) se manifeste comme une multiplicité de choses individuelles (principium individuationis) a été comparé à la doctrine bouddhiste trikaya telle qu'elle a été développée dans le bouddhisme Yogacara. Enfin, l'éthique de Schopenhauer qui est basée sur la compassion universelle pour la souffrance d'autrui peut être comparée à l'éthique bouddhiste de Karuṇā. 

## Nietzsche
Friedrich Nietzsche admirait le bouddhisme, écrivant que: « Le bouddhisme a déjà - et cela le distingue profondément du christianisme - l'auto-tromperie des concepts moraux derrière lui - il se trouve, dans ma langue, au- delà du bien et du mal». Nietzsche se considérait comme entreprenant un projet similaire au Bouddha. « Je pourrais devenir le Bouddha d'Europe », écrivait-il en 1883, « bien que je serais franchement l'antipode du Bouddha indien».  Nietzsche (ainsi que Bouddha) ont admis que tout est changement et devenir, et tous deux ont cherché à créer une éthique qui ne soit pas basée sur un Dieu ou un être absolutiste. Nietzsche croyait que le but du bouddhisme, le Nirvana, était une forme de nihilisme niant la vie  et a promu ce qu'il considérait comme son inversion, l'affirmation de la vie et l'amor fati. Selon Benjamin A. Elman, l'interprétation de Nietzsche du bouddhisme comme doctrine pessimiste qui nie la vie a probablement été influencée par sa compréhension des vues de Schopenhauer sur la philosophie orientale, et donc « il était prédisposé à réagir au bouddhisme en termes de sa lecture attentive de Schopenhauer». Pour cette raison, écrit Elman, Nietzsche interprète à tort le bouddhisme comme promouvant le « néant » et le nihilisme, ce que le Bouddha et d'autres philosophes bouddhistes tels que Nagarjuna ont réfuté en mettant en avant une compréhension subtile de Shunyata. 
Antoine Panaïoti soutient dans Nietzsche et la philosophie bouddhiste que ces deux systèmes de pensée commencent par s'opposer avec le problème du nihilisme et qu'ils développent tous deux une perspective thérapeutique pour faire face à la souffrance et à l'anxiété provoquées par la crise du nihilisme. Nietzsche et le bouddhisme divergent à certains égards, c'est pourquoi Nietzsche se considérait comme un « anti-Bouddha ». Panaïoti souligne la similitude des deux systèmes comme des voies vers une « vision d'une grande santé » qui permet de faire face au monde impermanent du devenir en l'acceptant tel qu'il est vraiment. En fin de compte, les deux visions du monde ont pour idéal ce que Panaïoti appelle le « grand perfectionnisme de la santé » qui cherche à éliminer les tendances malsaines des êtres humains et à atteindre un état exceptionnel de développement personnel. 
Robert G. Morrison a également écrit sur les « affinités ironiques » entre Nietzsche et le bouddhisme pali à travers une comparaison textuelle étroite, comme celle entre le « dépassement de soi » de Nietzsche (Selbstüberwindung) et le concept bouddhiste de développement mental (citta-bhavana). Morrison voit également une affinité entre le concept bouddhiste de tanha, ou envie, et la vision de Nietzsche de la volonté de puissance, ainsi que dans leur compréhension de la personnalité comme un flux de différentes forces psycho-physiques. Benjamin Elman note également la similitude entre le point de vue de Nietzsche sur l'ego comme flux et le concept bouddhiste d'anatta.
David Loy cite également les vues de Nietzsche sur le sujet comme « quelque chose ajouté, inventé et projeté derrière ce qu'il y a » (Will to Power 481) et sur le fond (« Les propriétés d'une chose sont des effets sur d'autres « choses »... il n'y a pas de « chose en soi » WP 557), qui sont similaires aux vues nominalistes bouddhistes. Loy voit cependant Nietzsche comme ne comprenant pas que sa promotion des valeurs aristocratiques héroïques et l'affirmation de la volonté de puissance sont tout autant une réaction au  « sentiment de manque » qui découle de l'impermanence du sujet que ce qu'il appelle la moralité esclave. 
Des travaux comparatifs ont également été effectués par des interprètes japonais de Nietzsche et du bouddhisme, tels que Keiji Nishitani, dans son Auto-dépassement du nihilisme, et Masao Abe dans ses essais sur Nietzsche. Dans son Histoire de la philosophie occidentale, Bertrand Russell a opposé Nietzsche au Bouddha, critiquant finalement Nietzsche pour sa promotion de la violence, de l'élitisme et de la haine de l'amour compatissant.

## Phénoménologie et existentialisme

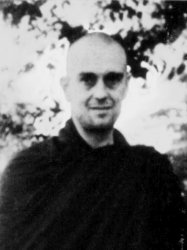
Ñāṇavīra Thera a développé une interprétation du Canon Pali influencée par la phénoménologie et l'existentialisme.

Le moine bouddhiste allemand Nyanaponika Thera a écrit que la philosophie bouddhiste de l'Abhidhamma « appartient sans aucun doute » à la phénoménologie et que le terme bouddhiste dhamma peut être compris comme « phénomène». De même, Alexander Piatigorsky considère la première philosophie bouddhiste de l'Abhidhamma comme une « approche phénoménologique». 
Selon Dan Lusthaus, le bouddhisme « est un type de phénoménologie; Yogacara est même plus ». Certains chercheurs rejettent l'interprétation idéaliste de la philosophie bouddhiste Yogacara et l'interprètent à la place à travers la lentille de la phénoménologie occidentale qui est l'étude des processus conscients du point de vue subjectif. 
Christian Coseru soutient dans sa monographie « Percevoir la réalité » que les philosophes bouddhistes tels que Dharmakirti, Śāntarakṣita et Kamalaśīla « partagent un terrain d'entente avec les phénoménologues dans la tradition d'Edmund Husserl et Maurice Merleau-Ponty ». Ce terrain d'entente est la notion d'intentionnalité de la conscience. Coseru compare les concepts de l'aspect objet (grāhyākāra) et de l'aspect sujet (grāhakākāra) de la conscience aux concepts husserliens de Noesis et Noema. 
Parmi les penseurs bouddhistes modernes qui ont été influencés par la phénoménologie et l'existentialisme occidentaux on trouve Ñāṇavīra Thera, Nanamoli Bhikkhu, RG de S. Wettimuny, Samanera Bodhesako et Ninoslav Ñāṇamoli. 

### Husserl

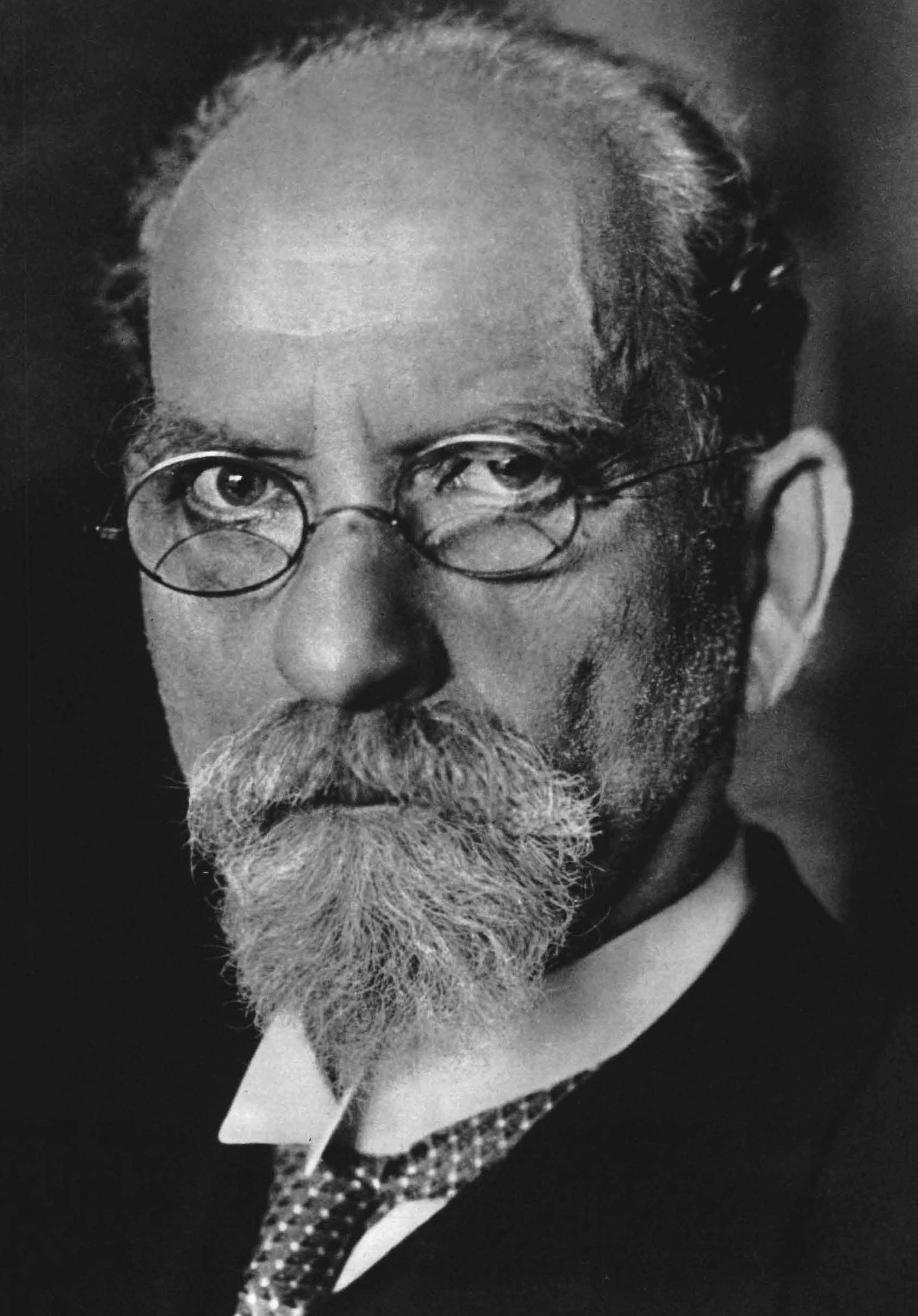
Husserl c. Années 1910

Edmund Husserl, le fondateur de Phenomenology, a écrit que « je ne pourrais pas m'arracher » en lisant le bouddhiste Sutta Pitaka dans la traduction allemande de Karl Eugen Neumann,. Husserl a soutenu que la méthode du Bouddha telle qu'il la comprenait était très similaire à la sienne. Eugen Fink, qui était l'assistant en chef de Husserl et que Husserl considérait comme son interprète le plus fiable, a déclaré que « les différentes phases de l'autodiscipline bouddhique étaient essentiellement des phases de réduction phénoménologique». Après avoir lu les textes bouddhistes, Husserl a écrit un court essai intitulé « Sur les discours de Bouddha Gautama » ( Über die Reden Gotomo Buddhos ) qui déclare: 
 Une analyse linguistique complète des écrits canoniques bouddhistes nous offre une occasion parfaite de se familiariser avec ce moyen de voir le monde qui est complètement opposé à notre manière européenne d'observation, de nous replacer dans sa perspective et de rendre ses résultats dynamiques vraiment complets par l'expérience et la compréhension. Pour nous, tous ceux qui vivent en cette période d'effondrement de notre propre culture décadente exploitée et qui ont jeté un regard autour d’eux pour voir où se manifeste la pureté et la vérité spirituelles ou la joyeuse maîtrise du monde, représentent une grande aventure. Que le bouddhisme - dans la mesure où il nous parle de sources originales pures - est une discipline religio-éthique pour la purification spirituelle et l'accomplissement de la plus haute stature - conçu et dédié à un résultat intérieur d'une mentalité vigoureuse inégalée et élevée de l'esprit, deviendra bientôt clair pour chaque lecteur qui se consacre à l’œuvre. Le bouddhisme n'est comparable qu'à la forme la plus élevée de philosophie et d'esprit religieux de notre culture européenne. Il est maintenant de notre devoir d'utiliser cette discipline spirituelle indienne complètement nouvelle (pour nous) qui a été revitalisée et renforcée par le contraste. 
 Fred J Hanna et Lau Kwok Ying notent tous les deux que lorsque Husserl appelle le bouddhisme « transcendantal », il le place au même niveau que sa propre phénoménologie transcendantale. En outre, le fait que Husserl ait qualifié le bouddhisme de « grande aventure » est significatif, car il a également fait référence à sa propre philosophie - comme une méthodologie qui change la façon dont on voit la réalité, ce qui entraîne également une transformation personnelle. Husserl a également écrit sur la philosophie bouddhiste dans un manuscrit inédit Sokrates - Buddha dans lequel il a comparé l'attitude philosophique bouddhiste avec la tradition occidentale. Husserl a vu une similitude entre la bonne vie socratique vécue sous la maxime « Connais-toi toi-même » et la philosophie bouddhiste, il soutient qu'ils ont tous deux la même attitude, qui est une combinaison de l'attitude théorique pure des sciences et des attitudes pragmatiques de tous les jours la vie. Cette troisième attitude est basée sur « une pratique dont le but est d'élever l'humanité par la raison scientifique universelle ». 
Husserl a également vu une similitude entre l'analyse bouddhiste de l'expérience et sa propre méthode d'époche, qui est une suspension du jugement sur les hypothèses métaphysiques et des présupposés sur le monde « extérieur » (hypothèses qu'il a qualifiées d'attitude naturaliste). Cependant, Husserl pensait également que le bouddhisme n'est pas devenu une science unificatrice qui peut unir toutes les connaissances, car il reste un système religieux-éthique et, par conséquent, il ne peut pas être qualifié de phénoménologie transcendantale complète. 
Selon Aaron Prosser, « Les investigations phénoménologiques de Siddhartha Gautama et Edmund Husserl arrivent exactement à la même conclusion concernant une structure fondamentale et invariante de la conscience. À savoir, que la conscience dirigée par l’objet a une structure corrélationnelle intentionnelle transcendantale, et que celle-ci est fondamentale - dans le sens de base - et nécessaire pour toutes les expériences dirigées par l'objet». 

### Heidegger
Selon Reinhard May et Graham Parkes, Heidegger pourrait avoir été influencé par des textes zen et taoïstes,. Certains termes philosophiques de Martin Heidegger, tels que Ab-grund (vide), Das Nichts (le Rien) et Dasein ont été considérés à la lumière de termes bouddhistes qui expriment des idées similaires telles que le vide,. Heidegger a écrit: « Comme vide [Ab-grund], l'être « est » à la fois le néant [das Nichts] aussi bien que le sol». Le Dialogue sur la langue de Heidegger, a un ami japonais (Tezuka Tomio) qui déclare que « pour nous [le japonais] le vide est le nom le plus élevé pour ce que vous voulez dire avec le mot « être». La critique de la métaphysique par Heidegger a également été comparé à l'attitude anti-métaphysique radicale du Zen. William Barrett a soutenu que la philosophie de Heidegger était similaire au bouddhisme zen et que Heidegger lui-même l'avait confirmé après avoir lu les œuvres de DT Suzuki. 

### Existentialisme
Jean-Paul Sartre croyait que la conscience n'avait pas d'essence ou de caractéristiques fixes et que la compréhension de cela provoquait un fort sentiment d'angoisse existentielle ou de nausée. Sartre considérait la conscience comme définie par sa capacité de négation, cela se produit parce que chaque fois que la conscience devient consciente de quelque chose, elle est consciente qu'elle n'est pas cet objet intentionnel. La conscience est le néant parce que tout être en soi - le monde entier des objets - est en dehors de lui. De plus, pour Sartre, l'être en soi n'est rien de plus que l'apparence, il n'a pas d'essence. Cette conception du soi comme néant et de la réalité comme dépourvue de toute essence inhérente a été comparée au concept bouddhiste de vide et de non-soi,. Tout comme les bouddhistes ont rejeté le concept hindou d'Atman, Sartre a rejeté le concept de Husserl de l'ego transcendantal. 
On a dit que la phénoménologie de Merleau-Ponty est similaire au bouddhisme zen et au Madhyamaka en ce sens qu'ils tiennent tous à l'interconnexion de soi, du corps et du monde (le « monde de la vie »). L'unité du corps et de l'esprit (shēnxīn, 身心) exprimée par le bouddhisme de Dogen et Zhanran et la vision de Merleau - Ponty de la corporéité de la conscience semblent être en accord. Ils soutiennent tous les deux que l'esprit conscient est intrinsèquement connecté au corps et au monde extérieur et que le monde de la vie est  expérimenté dynamiquement à travers le corps, niant tout indépendant Cogito cartésien. 
L'existentialiste allemand Karl Jaspers a également écrit sur la philosophie du Bouddha dans ses Les grands philosophes (1975). Il a recommandé que les chrétiens occidentaux puissent apprendre du Bouddha, il a salué son cosmopolitisme et la flexibilité de sa vision du monde relativement non dogmatique du bouddhisme. 

## École de Kyoto

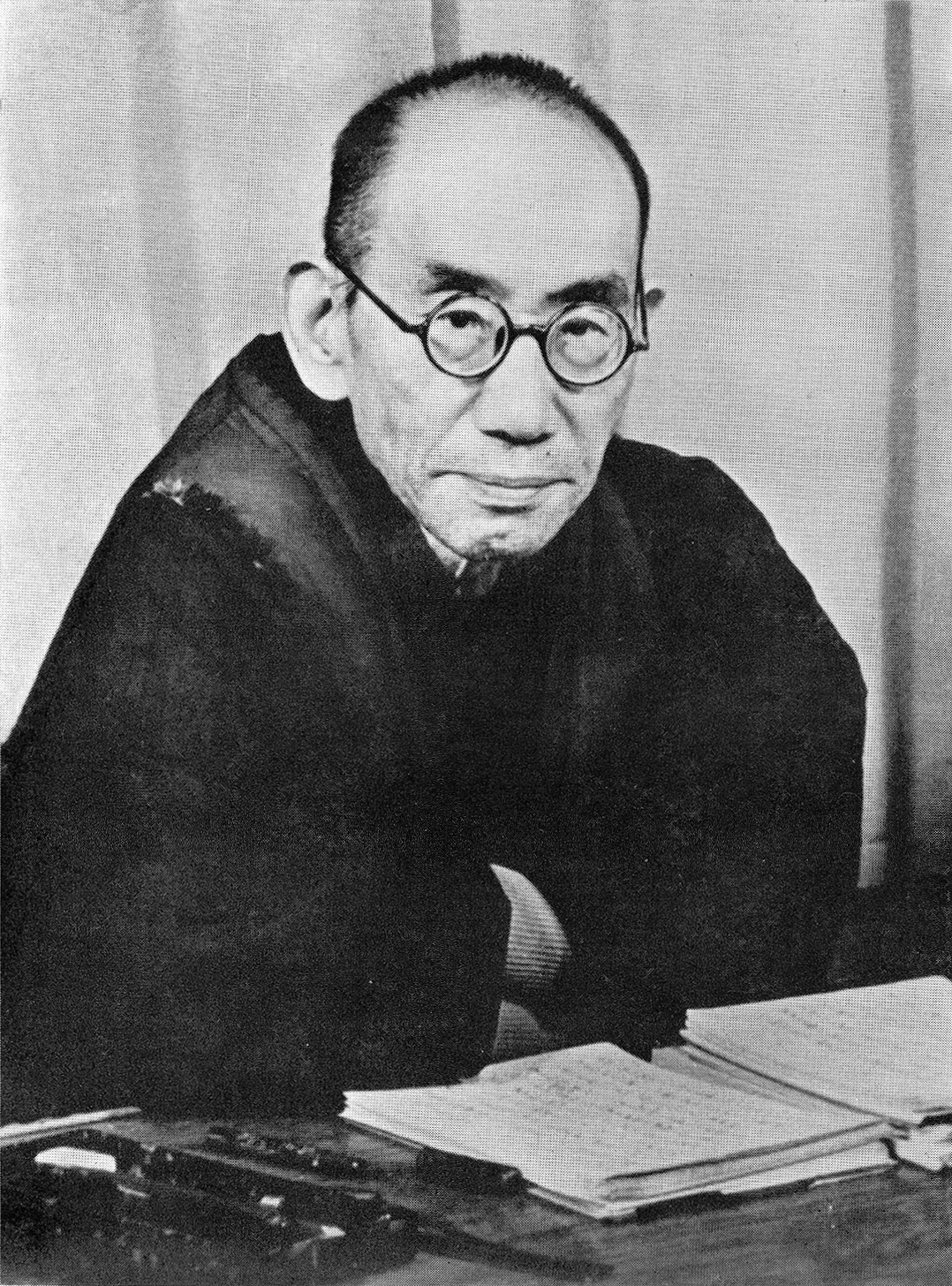
Kitaro Nishida, février 1943

L'école de Kyoto était un mouvement philosophique japonais centré autour de l'Université de Kyoto qui a assimilé les influences philosophiques occidentales (telles que Kant et Heidegger) et les idées bouddhistes mahayana pour créer une nouvelle synthèse philosophique originale. Son fondateur, Nishida Kitaro (1870-1945) a développé le concept central associé à l'école de Kyoto, qui est le concept de « néant absolu » (zettai-mu) qui est lié au terme bouddhiste zen Mu (無) ainsi que Shunyata. Nishida a vu la nature absolue de la réalité comme le néant, un « sol sans forme », « sans terre » qui enveloppe tous les êtres et leur permet de subir des changements et de disparaître. 

## Bouddhisme et philosophie des processus
La philosophie des processus d'Alfred North Whitehead a plusieurs points convergents avec la philosophie bouddhiste. Whitehead a vu la réalité comme un processus constant de flux impermanent et a nié que les objets avaient une substance réelle en eux, mais étaient plutôt des occasions changeantes. Cela est similaire aux concepts bouddhistes de l'impermanence et du vide. Whitehead a également soutenu que chacun de ces processus n'était jamais indépendant, mais était lié et dépendant de toutes les occasions antérieures, et cette caractéristique de la réalité qu'il a appelée « créativité » a été comparée à une origine dépendante qui soutient que tous les événements sont conditionnés par de multiples causes passées . Comme le bouddhisme, Whitehead a également soutenu que notre compréhension du monde est généralement erronée parce que nous tenons au « sophisme du concret mal placé » en voyant  constamment des processus en constante évolution comme ayant des substances fixes. Le bouddhisme enseigne que la souffrance et le stress proviennent de notre ignorance de la vraie nature du monde. De même, Whitehead a estimé que le monde était  « hanté par la terreur » face à ce processus de changement. « Le mal ultime dans le monde temporel ... réside dans le fait que le passé s'estompe, que le temps est un périr perpétuel » (PR, p. 340). En ce sens, le concept de « mal » de Whitehead est similaire au viparinama-dukkha bouddhiste, souffrant du changement. Whitehead avait également une vision de Dieu qui a été comparée à la théorie Mahayana du Trikaya ainsi qu'à l'idéal Bodhisattva. 

## Panpsychisme et nature de Bouddha
Le panpsychisme est l'idée que l'esprit ou l'âme est une caractéristique universelle de toutes choses; cela a été une vision commune dans la philosophie occidentale remontant à la présocratique et à Platon. Selon DS Clarke, les aspects panpsychiste et panexperientialiste se retrouvent dans le Huayan et le Tiantai (Jpn. Tendai) Doctrines bouddhistes de la nature de Bouddha, souvent attribuées à des objets inanimés tels que les fleurs de lotus et les montagnes. 

## Wittgenstein
Ludwig Wittgenstein avait une vision thérapeutique de la philosophie qui, selon KT Fann, a des « ressemblances frappantes » avec la conception bouddhiste zen du dharma comme médicament pour la confusion linguistique et la philosophique abstraite. C. Gudmunsen dans son Wittgenstein et le bouddhisme fait valoir que « une grande partie de ce que le Wittgenstein plus tard avait à dire était prévu il y a environ 1 800 ans en Inde ». Dans son livre, Gudmunsen compare principalement la philosophie tardive de Wittgenstein avec les vues de Madhyamaka sur le vide de la pensée et des mots. L'un des étudiants de Wittgenstein, le philosophe sri-lankais KN Jayatilleke, a écrit la première théorie bouddhiste de la connaissance qui a interprété analytiquement l'épistémologie des premiers textes bouddhistes. 
De nombreux interprètes modernes de Nagarjuna (Jay Garfield, CW Huntington) adoptent un modèle critique wittgensteinien ou post-wittgensteinien dans leur travail sur la philosophie bouddhiste madhyamaka. Ives Waldo écrit que la critique de Nagarjuna sur l'idée de svabhava (propre-être) « est directement parallèle à l'argument de Wittgenstein selon lequel une langue privée (une langue empiriste) est impossible. N'ayant aucun lien (critère) logique avec quoi que ce soit en dehors de leur situation, ses mots doivent être vides de signification ou d'utilisation». 